# Ingrijští Finové
Ingrijští Finové neboli Ingrijci (finsky inkeriläiset nebo inkerinsuomalaiset) jsou subetnikem Finů, kteří žijí v Ingrii, jež je dnes součástí Leningradské oblasti v severozápadním Rusku. Jedná se o potomky Finů, kteří tam byli přivedeni z provincie Savo a Karelské šíje v 17. století, kdy Finsko i Ingrie byly součástí Švédska.
Na rozdíl od původních dvou baltofinských národů Ingrie, Votů a Ižorů, vyznávají místo pravoslaví luteránství.
Hovoří tzv. ingrijskou finštinou, jež spadá do jihovýchodních finských nářečí. Jazyk ingrijských Finů (finsky inkerin murre) patří k východním dialektům finského jazyka.
V prvním celosovětském sčítání lidu z roku 1926 bylo zaznamenáno 114 831 „leningradských“ neboli ingrijských Finů. Po druhé světové válce se jich však hodně usídlilo v Estonsku. Po rozpadu Sovětského svazu se okolo 25 000 ingrijských Finů přestěhovalo z Ruska a Estonska zpět do Finska. Od roku 2005 jsou oficiálně uznanou minoritou v Estonsku.
V současnosti ingrijští Finové žijí většinou v Rusku (Petrohrad, Leningradská oblast, Karélie, západní Sibiř), Estonsku, Finsku, a Švédsku.
Ingijské písemnictví zastupuje především epos Liekku Mirji Kemppinen.